# Copa de Naciones Árabe 1964
La Copa de Naciones Árabe 1964 fue la segunda edición de este torneo de fútbol a nivel de selecciones nacionales organizado por la UAFA y que contó con la participación de 5 selecciones nacionales del Norte de África y el Oriente Medio, incluyendo por primera vez a Irak y Libia en lugar del campeón de la edición anterior Túnez y Siria.
Irak fue quien ganó el torneo disputado en Kuwait por ser la selección que hizo más puntos en el torneo.

## Partidos
Todos los partidos se jugaron en Kuwait City.
| Equipo 1 | Resultado | Equipo 2 |
| -------- | --------- | -------- |
| Irak     | 1-0       | Kuwait   |
| Jordania | 0-0       | Líbano   |
| Líbano   | 1-2       | Libia    |
| Kuwait   | 2-0       | Jordania |
| Irak     | 1-0       | Líbano   |
| Libia    | 5-2       | Jordania |
| Kuwait   | 1-1       | Libia    |
| Jordania | 1-3       | Irak     |
| Líbano   | 3-2       | Kuwait   |
| Libia    | 1-1       | Irak     |

## Posiciones Finales
| Nación   | J | G | E | P | GF | GC | GD | Pts |
| -------- | - | - | - | - | -- | -- | -- | --- |
| Irak     | 4 | 3 | 1 | 0 | 6  | 2  | +4 | 7   |
| Libia    | 4 | 2 | 2 | 0 | 9  | 5  | +4 | 6   |
| Kuwait   | 4 | 1 | 1 | 2 | 5  | 5  | 0  | 3   |
| Líbano   | 4 | 1 | 1 | 2 | 4  | 5  | –1 | 3   |
| Jordania | 4 | 0 | 1 | 3 | 3  | 10 | –7 | 1   |

## Campeón
| Copa de Naciones Árabe 1964 |
| --------------------------- |
| Bandera de Irak             |
| Irak 1º Título              |